# Plinia rara
Plinia rara är en myrtenväxtart som beskrevs av Marcos Sobral. Plinia rara ingår i släktet Plinia och familjen myrtenväxter. Inga underarter finns listade i Catalogue of Life.